# اس‌ام یو-۱۰۰
اس‌ام یو-۱۰۰ (به انگلیسی: SM U-100) یک زیردریایی بود که طول آن ۷۰٫۶۰ متر (۲۳۱٫۶ فوت) بود. این زیردریایی در سال ۱۹۱۷ ساخته شد.